# 张冬
张冬（1996年11月18日—），中国男子皮划艇运动员，主攻皮艇竞速，2018年亚洲运动会男子双人皮艇1000米金牌得主、2022年亚洲运动会男子单人皮艇1000米和男子四人皮艇500米金牌得主。